# 腮腺炎
腮腺炎（parotitis）是腮腺（人類臉頰兩旁的主要唾腺）及其导管的急性或慢性炎症，主要表现为一侧或两侧耳垂下肿大。腮腺是唾腺中最經常發炎的一個部位。
流行性腮腺炎有俗稱“豬頭皮”。

## 病因

### 感染性腮腺炎

#### 急性細菌性腮腺炎
目前已知最常造成細菌性腮腺炎的是金黃色葡萄球菌（Staphylococcus aureus），但也有可能是任何一種在身體上共生的細菌。

#### 外結核性腮腺炎
造成肺結核的分枝桿菌也可能造成腮腺炎。感染者通常腮腺會腫大、無壓痛，不會太痛。診斷方法為放射性造影、培養，或組織切片。一旦發現是外結核性腮腺炎便給予抗肺結核處方，通常1-3個月即會消退。

## 外部連結
- eMedicine （页面存档备份，存于）